# Estadio de Chamartín
Estadio de Chamartín (oficjalnie Campo del Real Madrid Club de Fútbol) – nieistniejący już stadion piłkarski, zlokalizowany w mieście Chamartín de la Rosa (obecna dzielnica Madrytu o nazwie Chamartín), funkcjonujący w latach 1924–1946 i mający oficjalną pojemność 15 000 miejsc (z czego 4000 siedzących), pierwszy domowy obiekt Realu Madryt.

## Historia
Od momentu założenia klubu, piłkarze "Królewskich" mecze w roli gospodarzy rozgrywali na obiektach, których nie byli właścicielami: Campo de Estrada, Campo de la plaza de toros y campo del hipódromo, Campo de O’Donnell (w latach 1912–1923) i Velódromo de Ciudad Lineal (w latach 1923–1924). Na początku lat. 20 XX wieku władze Realu Madryt podjęły decyzję o budowie nowego stadionu, który będzie należał do klubu. Funkcję projektanta powierzono hiszpańskiemu architektowi i byłemu zawodnikowi José Maríi Castellanowi. Prace budowlane rozpoczęły się w 1923, a zakończyły w roku następnym. Oficjalna inauguracja obiektu miała miejsce 17 maja 1924, zaś w premierowym meczu "Królewscy" pokonali towarzysko Newcastle United 3:2 (pierwszego gola zdobył Félix Pérez). W trakcie wojny domowej w Hiszpanii stadion pełnił rolę obozu dla więźniów politycznych. Częściowo zniszczony został odnowiony za 300 000 peset. Ponownie otwarcie nastąpiło 22 października 1939 roku. Real Madryt pokonał wówczas Atlético Madryt 2:1. Ostatni mecz na Estadio de Chamartín rozegrano w dniu patrona Madrytu św. Izydora Oracza (15 maja 1946), a Real uległ 4:5 Club Deportivo Malaga. Dwa dni później rozpoczęto wyburzanie stadionu, a "Królewscy" czasowo występowali na obiekcie Atlético Madryt Estadio Metropolitano de Madrid, istniejącym w miejscu obecnego Estadio Vicente Calderón. W 1947 Real Madryt przeniósł się na nowo otwarty Estadio Santiago Bernabéu, który początkowo - na cześć wyburzonego obiektu - nosił nazwę Nuevo Estadio Chamartín (Nowy Stadion Chamartin).

### Mecze reprezentacji Hiszpanii
Na Estadio de Chamartín trzykrotnie wystąpiła reprezentacja Hiszpanii, rozgrywając tutaj jedno spotkanie eliminacyjne (do Mistrzostw Świata 1934) oraz dwa towarzyskie, w sumie ani jednego z nich nie przegrywając i nie tracąc bramki (bilans goli 24:0). 21 maja 1933, w swym debiucie na tym obiekcie, zwyciężyła 13:0 w towarzyskiej potyczce Bułgarię, co do dzisiaj jest najwyższą wygraną "La Roja" w jej historii. 11 marca 1934 ograła 9:0 Portugalię, w ramach eliminacji do Mistrzostw Świata 1934, zaś 24 stycznia 1935 – 2:0 towarzysko Francję. Mimo że stadion mógł oficjalnie pomieścić zaledwie 15 000 miejsc (z czego 4000 siedzących), podczas meczu z Portugalią na trybunach pojawiło się około 40 000, co okazało się być najwyższą frekwencją w historii obiektu.